# 柯基·麥考伊
Cortez "Corky" McCoy是一位來自洛杉磯的美國插畫家。 他以邁爾斯·戴維斯專輯封面上的城市非裔美國人卡通設計而聞名。

## 為邁爾斯·戴維斯工作
邁爾斯（Miles）遇見科基·麥考伊（Corky McCoy）之前的生活資訊相當有限。 當他遇見戴維斯時，他正在做一名藝術家。 兩人成為密友，並在紐約市77街西側共享一個公寓。 
麥考伊為戴維斯的專輯《 On the Corner》 （1972年）、 《In Concert: Live at Philharmonic Hall》 （1973年）、 《Big Fun》 （1974年）和《 Water Babies 》（1976年）創作了封面藝術。 《On the Corner》的封面藝術是戴維斯提議的。 他擔心自己的音樂無法觸及非裔美國觀眾，並希望麥考伊能創作出一些讓他們能夠產生共鳴的作品。 哥倫比亞唱片看到結果後的反應並不積極， 但戴維斯堅持使用麥考伊的封面藝術。 戴維斯在一次坦率的訪問中回憶道： 
「......當我向他們展示了科基·麥考伊的新封面時，他們告訴我這不會幫助銷售專輯。但我告訴他們，這就是如何推銷『黑人音樂』，伙計。在封面上加上中國人，加上黑人，加上兄弟姐妹，不管他們下次怎麼稱呼我們，就把那些放在封面上，來賣給我們。」
根據戴維斯的說法，麥考伊起初有些猶豫，但戴維斯對他所創作的藝術感到熱衷： 
「科基·麥考伊是我最好的朋友。我只是給他打電話，告訴他該做什麼。事實上，他一開始有些害怕去做，但你看看那些封面吧，伙計。他就是生活在其中。黑人的生活！它和白人的生活、中國人的生活或其他任何生活都不一樣。我的生活和你的生活也不一樣。」
《On the Corner》的封面藝術描繪了一群卡通人物，展示了年輕一代非裔美國人的「ghettodelic」 街頭生活場景。
這些封面展現了20世紀60年代後期的放克風格時尚，與同一時期的黑人剝削電影形象的形象相似。
《In Concert: Live at Philharmonic Hall》專輯內部包含了麥考伊的插圖，諷刺主流搖滾音樂，其中有一個卡通音樂廠牌「Slickophonics」和一支長髮白人樂隊，在鼓組的正面寫著「Foot Fooler」。
音樂雜誌《Coda》在1974年對該專輯的評論中，將麥考伊為這張專輯和《On the Corner》所創作的插圖描述為「不合口味」。  
在1980年代，戴維斯曾試圖委託兩位不同的歐洲卡通畫家為他的專輯《Rubberband》創作封面藝術。 然而，他對結果不滿意，該專輯最終未能發行。  
2007年，哥倫比亞唱片發行了由Corky McCoy創作的6CD匣裝套裝The Complete On the Corner Sessions ，其中包含了新的插圖。

## 其他插畫作品
麥考伊在1999年為嘻哈團體Ugly Duckling發行的專輯《Fresh Mode》創作了封面藝術，同時也創作了用於該專輯宣傳的兩首單曲的插圖。
麥考伊還為喜劇演員蒂姆·梅多斯（Tim Meadows）於2000年出版的書籍《The Ladies Man: Sexin' and Lovin' Leon Phelps Style》創作了插圖，該書是由安德魯·斯蒂爾（Andrew Steele）和丹尼斯·麥克尼科拉斯（Dennis McNicholas）共同撰寫的。該書與蒂姆·梅多斯的喜劇電影《The Ladies Man》相關聯，該電影中出現了一個同名角色。